# モルドヴィア自治ソビエト社会主義共和国

モルドヴィア自治ソビエト社会主義共和国
Мордовская Автономная Советская Социалистическая Республика
Мордовскяй Автономнай Советскяй Социалистическяй Республикась
Мордовской Автономной Советской Социалистической Республикась

モルドヴィア自治ソビエト社会主義共和国（モルドヴィアじちソビエトしゃかいしゅぎきょうわこく、ロシア語: Мордовская Автономная Советская Социалистическая Республика, ロシア語ラテン翻字: Mordovskaya Avtonomnaya Sovetskaya Sotsialisticheskaya Respublika、エルジャ語: Мордовскяй Автономнай Советскяй Социалистическяй Республикась, エルジャ語ラテン翻字: Mordovskjaj Avtonomnaj Sovetskjaj Socialističeskjaj Respublikaś、モクシャ語: Мордовской Автономной Советской Социалистической Республикась, モクシャ語ラテン翻字: Mordovskoj Avtonomnoj Sovetskoj Socialističeskoj Respublikaś）またはモルドヴィアASSRは1934年にロシア・ソビエト連邦社会主義共和国内に設立された自治共和国。モルドヴィン人の自治共和国とされているが、実際にはエルジャ語話者とモクシャ語話者の2つのグループがあり、ソビエト連邦はこれらの2つのグループをそれぞれ民族として正式に認めていた。
モルドヴィアASSRは26,200km2の面積であり、モスクワの西南西、ニジニ・ノヴゴロド の南に位置している。北西部はオカ＝ドン平原で、南東はヴォルガ高地になっている。領域内はモクシャ川とスラ川とその支流が横切っている。首都はサランスク。

## 歴史
1928年7月16日にモルドヴィン自治管区が設置され、1930年1月10日には沿ヴォルガ連邦管区内のモルドヴィン自治州に変更された。モルドヴィンASSRはモルドヴィン自治州の格上げと言う形で1934年12月20日に建国された。
ソ連崩壊の時期にモルドヴィアも他の共和国や自治共和国同様に廃止され共和国として自治を宣言した。1992年3月31日以降はモルドヴィア共和国としてロシア連邦の共和国のひとつになっている。

## 人口構成
1989年のモルドヴィアの人口は96万4132人で、人口密度は1km2あたり37人の計算であった。建国時点から人口が減り続けており、2009年の時点では83万3031人とされる。
| 年   | 人口      |
| ---- | --------- |
| 1926 | 125万9000 |
| 1939 | 118万7000 |
| 1959 | 100万1994 |
| 1970 | 102万9562 |
| 1979 | 99万0617  |
| 1989 | 96万4132  |

1987年時点では都市人口と農村人口は55万1000人と41万3000人であった。また、1979年の民族構成は以下のようなもので、モルドヴィン人は3分の1程度になっている。
- モルドヴィン人 - 33万9000
- ロシア人 - 59万1000
- タタール - 4万6000